# Luminize

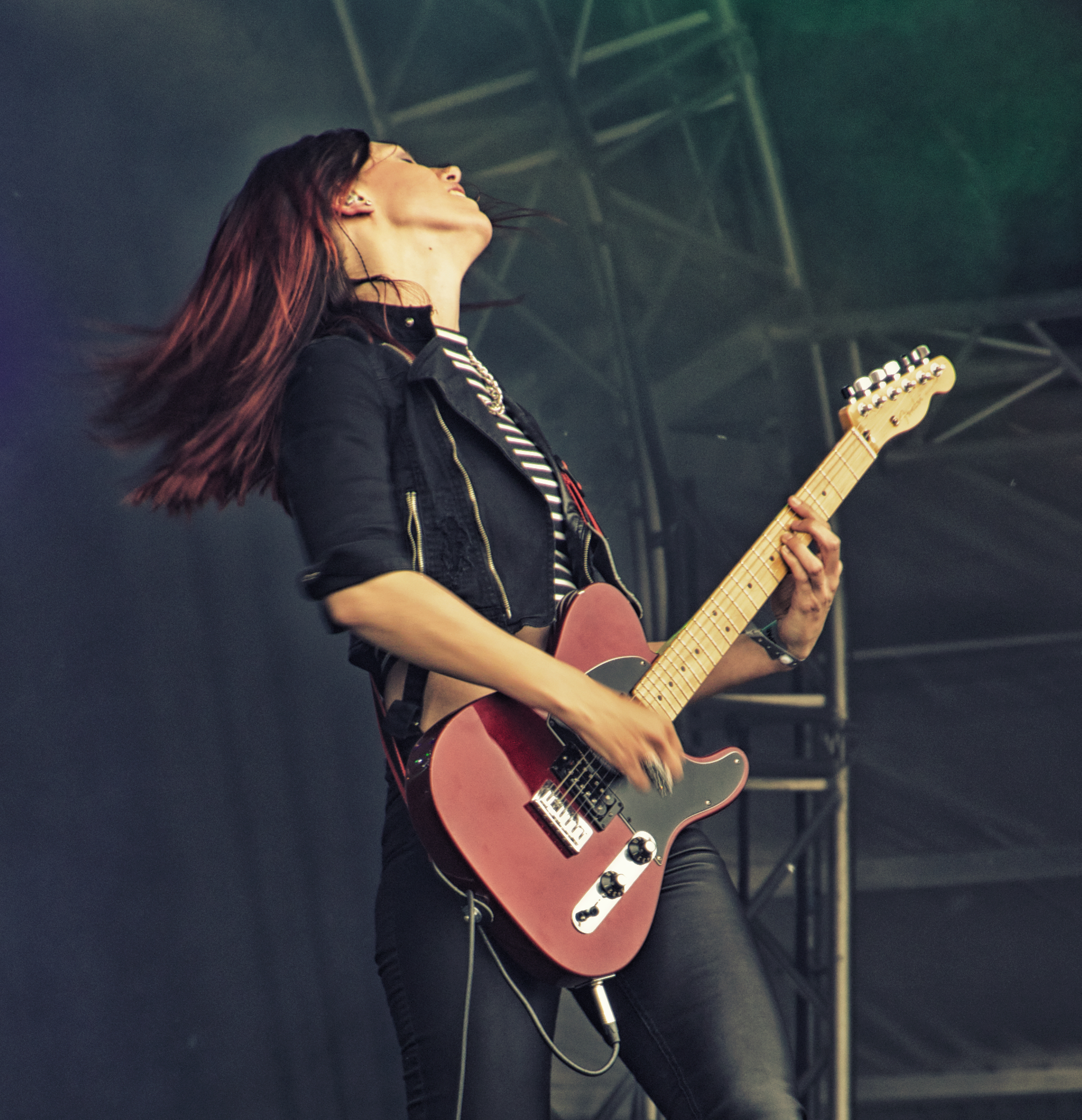
Matilda Oroši tijdens een optreden op Parkpop 2015

Luminize was een Kroatische rockband. De band werd in 2012 opgericht door Matilda Oroši, Irena Rogović en Tea Mišković. De band speelde in Kroatië en in Nederland op verschillende festivals. Zo speelde de band in 2015 op Parkpop en Bospop.

## Geschiedenis
De drie oprichters speelden in hun jeugd vooral covers van rockbands als Guns N' Roses en AC/DC. Zangeres Marcela Oroši sloot zich in 2010 bij de groep aan. De leden speelden in eerste instantie in het thuisland Kroatië en buurlanden maar hadden grotere aspiraties. Zij kwamen bij toeval in contact met producer Holger Schwedt waarna de band tekende bij zijn label Stargate Music en verhuisde naar Den Haag. In 2015 werd het debuutalbum All or nothing opgenomen bij Shamrock Studios in Baarn. Het werd een jaar later uitgebracht. De Kroatische uitgave bevat twee bonustracks; Zašto još volim te met Marin Jurić-Čivro en Manje više met Kiki Lesendrić. In 2018 deed de band mee met The voice of Holland. In 2019 verliet Mišković de band; ze werd vervangen door Renee Overbeeke.
Op 16 december 2019 kondigde de band aan te stoppen.

## Discografie

### Album
- All or nothing, 2016

### Singles
- Kill it with love, 2014
- Get it back, 2015
- Zašto još volim te (ft. Marin Jurić-Čivro), 2015